# Rudolf Rominger
Rudolf Rominger, né le 21 août 1908 à Saint-Moritz et mort le 8 novembre 1979, est un skieur alpin suisse.

## Palmarès

### Championnats du monde
| Épreuve / Édition       | Descente | Slalom | Combiné |
| ----------------------- | -------- | ------ | ------- |
| Mondiaux 1936 Innsbruck | Or       | Bronze | Or      |
| Mondiaux 1937 Chamonix  | 13e      | 5e     | 10e     |
| Mondiaux 1938 Engelberg | 4e       | Or     | Argent  |
| Mondiaux 1939 Zakopane  | 10e      | Or     | Bronze  |

### Arlberg-Kandahar
- Vainqueur du Kandahar 1939 à Mürren
  - Vainqueur du slalom 1939 à Mürren